# Sarcophaga semimarginalis
Sarcophaga semimarginalis är en tvåvingeart som beskrevs av Hall 1931. Sarcophaga semimarginalis ingår i släktet Sarcophaga och familjen köttflugor. Inga underarter finns listade i Catalogue of Life.